# The Fame Ball Tour
The Fame Ball bylo první koncertní turné americké zpěvačky Lady Gaga na podporu jejího debutového alba The Fame (2008). Turné začalo 12. března a skončilo 29. září 2009. Odehrávalo se v Severní Americe a pokračovalo i v Evropě, Austrálii a Asii.

## Předskokani
- The White Tie Affair (Severní Amerika)
- Chester French (Severní Amerika)
- Cinema Bizarre (Severní Amerika)
- Gary Go (Velká británie)

## Původní seznam písní
od 12. března 2009 do 11. dubna 2009
1. "Paparazzi"
2. "LoveGame"
3. "Beautiful, Dirty, Rich"
4. The Fame"
5. "Money Honey"
6. "Eh, Eh (Nothing Else I Can Say)"
7. "Space Cowboy"
8. "Poker Face" (akustická verze)
9. "Future Love"
10. "Just Dance"
11. "Boys Boys Boys"
12. "Poker Face"

## Alternativní seznam písní
od 25. dubna 2009 do 29. září 2009
1. "Paparazzi"
2. "LoveGame"
3. "Beautiful, Dirty, Rich"
4. "The Fame"
5. "Money Honey"
6. "Boys Boys Boys"
7. "Just Dance"
8. "Eh, Eh (Nothing Else I Can Say)"
9. "Brown Eyes"
10. "Poker Face" (akustická verze)
11. "Poker Face"

## Seznam vystoupení
| Datum               | Město             | Stát                   | Místo vystoupení                       |
| ------------------- | ----------------- | ---------------------- | -------------------------------------- |
| Severní Amerika     |                   |                        |                                        |
| 12. března 2009     | San Diego         | Spojené státy americké | House of Blues San Diego               |
| 13. března 2009     | Los Angeles       | Spojené státy americké | Wiltern Theatre                        |
| 14. března 2009     | San Francisco     | Spojené státy americké | San Francisco Mezzanine                |
| 16. března 2009     | Seattle           | Spojené státy americké | Showbox at the Winnet                  |
| 17. března 2009     | Portland          | Spojené státy americké | Wonder Ballroom                        |
| 18. března 2009     | Vancouver         | Kanada                 | Commodore Ballroom                     |
| 21. března 2009     | Denver            | Spojené státy americké | Gothic Theater                         |
| 23. března 2009     | Minneapolis       | Spojené státy americké | Fine Line Music Cafe                   |
| 24. března 2009     | Chicago           | Spojené státy americké | House of Blues Chicago                 |
| 25. března 2009     | Royal Oak         | Spojené státy americké | Royal Oak Music Theatre                |
| 26. března 2009     | Kitchener         | Kanada                 | Elements Nightclub                     |
| 27. března 2009     | Ottawa            | Kanada                 | Bronson Centre                         |
| 28. března 2009     | Montreal          | Kanada                 | Métropolis                             |
| 30. března 2009     | Boston            | Spojené státy americké | House of Blues Boston                  |
| 6. dubna 2009       | Orlando           | Spojené státy americké | House of Blues Orlando                 |
| 7. dubna 2009       | Tampa             | Spojené státy americké | The Ritz Ybor                          |
| 8. dubna 2009       | Fort Lauderdale   | Spojené státy americké | Revolution Live                        |
| 9. dubna 2009       | Atlanta           | Spojené státy americké | Center Stage Theater                   |
| 11. dubna 2009      | Palm Springs      | Spojené státy americké | Palm Springs Convention Center         |
| Evropa              |                   |                        |                                        |
| 25. dubna 2009      | Moskva            | Rusko                  | Moscow Famous Club                     |
| Severní Amerika     |                   |                        |                                        |
| 1. května 2009      | Philadelphia      | Spojené státy americké | Electric Factory                       |
| 2. května 2009      | New York City     | Spojené státy americké | Terminal 5                             |
| Austrálie a Oceánie |                   |                        |                                        |
| 16. května 2009     | Auckland          | Nový Zéland            | Vector Arena                           |
| 19. května 2009     | Brisbane          | Australia              | Brisbane Entertainment Centre          |
| 21. května 2009     | Newcastle         | Australia              | Newcastle Entertainment Centre         |
| 22. května 2009     | Sydney            | Australia              | Acer Arena                             |
| 23. května 2009     | Sydney            | Australia              | Acer Arena                             |
| 26. května 2009     | Melbourne         | Australia              | Rod Laver Arena                        |
| 27. května 2009     | Melbourne         | Australia              | Rod Laver Arena                        |
| 28. května 2009     | Adelaide          | Australia              | Adelaide Entertainment Centre          |
| 30. května 2009     | Perth             | Australia              | Burswood Dome                          |
| Asie                |                   |                        |                                        |
| 14. června 2009     | Clarke Quay       | Singapur               | Clarke Quay Dome                       |
| Severní Amerika     |                   |                        |                                        |
| 19. června 2009     | Toronto           | Kanada                 | Kool Haus                              |
| Evropa              |                   |                        |                                        |
| 26. června 2009     | Pilton            | Anglie                 | Worthy Farm                            |
| 29. června 2009     | Manchester        | Anglie                 | Manchester Academy                     |
| 1. července 2009    | Cork              | Irsko                  | The Docklands                          |
| 3. července 2009    | Werchter          | Belgie                 | Werchter Festival Grounds              |
| 4. července 2009    | Londýn            | Anglie                 | Wembley Stadium                        |
| 6. července 2009    | Londýn            | Anglie                 | Wembley Stadium                        |
| 8. července 2009    | Valletta          | Malta                  | Fosos Square                           |
| 9. července 2009    | Paříž             | Francie                | L'Olympia                              |
| 11. července 2009   | Kinross           | Skotsko                | Balado Airfield                        |
| 12. července 2009   | hrabstcví Kildare | Irsko                  | Punchestown Racecourse                 |
| 13. července 2009   | Manchester        | Anglie                 | O2 Apollo Manchester                   |
| 14. července 2009   | Londýn            | Anglie                 | Brixton Academy                        |
| 16. července 2009   | Mnichov           | Německo                | Zenith                                 |
| 17. července 2009   | Cologne           | Německo                | Koln Palladium                         |
| 18. července 2009   | Berlín            | Německo                | Columbiahalle                          |
| 20. července 2009   | Amsterdam         | Nizozemsko             | Melkweg                                |
| 21. července 2009   | Zürich            | Švýcarsko              | Maag Event Hall                        |
| 22. července 2009   | Vídeň             | Rakousko               | Gasometer                              |
| 24. července 2009   | Ibiza             | Španělsko              | Wonderland Eden                        |
| 25. července 2009   | Amsterdam         | Nizozemsko             | Paradiso                               |
| 26. července 2009   | Hamburg           | Německo                | Stadtpark Freilichtbühne               |
| 28. července 2009   | Helsinki          | Finsko                 | Kulttuuritalo                          |
| 30. července 2009   | Oslo              | Norsko                 | Sentrum Scene                          |
| 31. července 2009   | Copenhagen        | Dánsko                 | K.B. Hallen                            |
| 1. srpna 2009       | Östersund         | Švédsko                | Storsjöyran                            |
| 2. srpna 2009       | Stockholm         | Švédsko                | Gröna Lund                             |
| Asie                |                   |                        |                                        |
| 7. srpna 2009       | Osaka             | Japonsko               | Maishima Sports Island                 |
| 8. srpna 2009       | Chiba City        | Japonsko               | Chiba Marine Stadium                   |
| 9. srpna 2009       | Seoul             | Jižní Korea            | Olympic Gymnastics Arena               |
| 11. srpna 2009      | Quezon City       | Filipíny               | Araneta Coliseum                       |
| 12. srpna 2009      | Kallang           | Singapur               | Fort Canning Park                      |
| 15. srpna 2009      | Macau             | Čína                   | Venetian Arena                         |
| 19. srpna 2009      | Tel Aviv          | Izrael                 | Israel Trade Fairs & Convention Center |
| Evropa              |                   |                        |                                        |
| 22. srpna 2009      | Staffordshire     | Anglie                 | Weston Park                            |
| 23. srpna 2009      | Chelmsford        | Anglie                 | Hylands Park                           |
| Severní Amerika     |                   |                        |                                        |
| 28. září 2009       | Richmond          | Spojené státy americké | Landmark Theater                       |
| 29. září 2009       | Washington, D.C.  | Spojené státy americké | DAR Constitution Hall                  |